# Andreas Hallander
Andreas Hallander (13 novembre 1755 — 3 avril 1828) est un maître charpentier et architecte danois qui a grandement contribué à la ville de Copenhague. Avec les bâtiments de Johan Martin Quist, ses maisons d'habitation de style classique font partie de l'héritage des architectes de l’Âge d'or danois du XIXe siècle qui ont reconstruit la ville après sa destruction lors de l’Incendie de Copenhague en 1795.

## Biographie
Hallander est le fils de Jens Nielsen Hallander, un meunier. Formé pour être charpentier, il étudie l'architecture à l'Académie Royale des Beaux-Arts du Danemark, avec l'influent C.F. Harsdorff (en), remportant la grande médaille d'argent en 1780. Ses bâtiments sont de style néoclassiques, style privilégié par Harsdorff. Il fait partie du petit groupe d'étudiants d'Harsdorff qui sont largement responsable de la reconstruction de Copenhague après l'incendie.
Ces architectes ont formé un groupe très soudé, renforcé par leur appartenance à la garde civile et aux pompiers. Ils se sont mariés avec les filles et les veuves des uns et des autres et étaient les parrains lors des baptêmes. De grandes fortunes se construisirent car ils achetaient des terrains, construisaient dessus et revendaient le tout. Hallander était un spéculateur et constructeur énormément productif. Il est l'un des principaux contributeurs de l'architecture néoclassique de Copenhague, prédominant dans de grandes parties du centre de la ville. La plupart de ses bâtiments sont maintenant protégés.
Il s'est marié avec Émilie Tønnesen, fille du navigateur Jan Jansen Tønnesen et de Bodil Hansdatter. Il est enterré au cimetière Assistens.

## Galerie

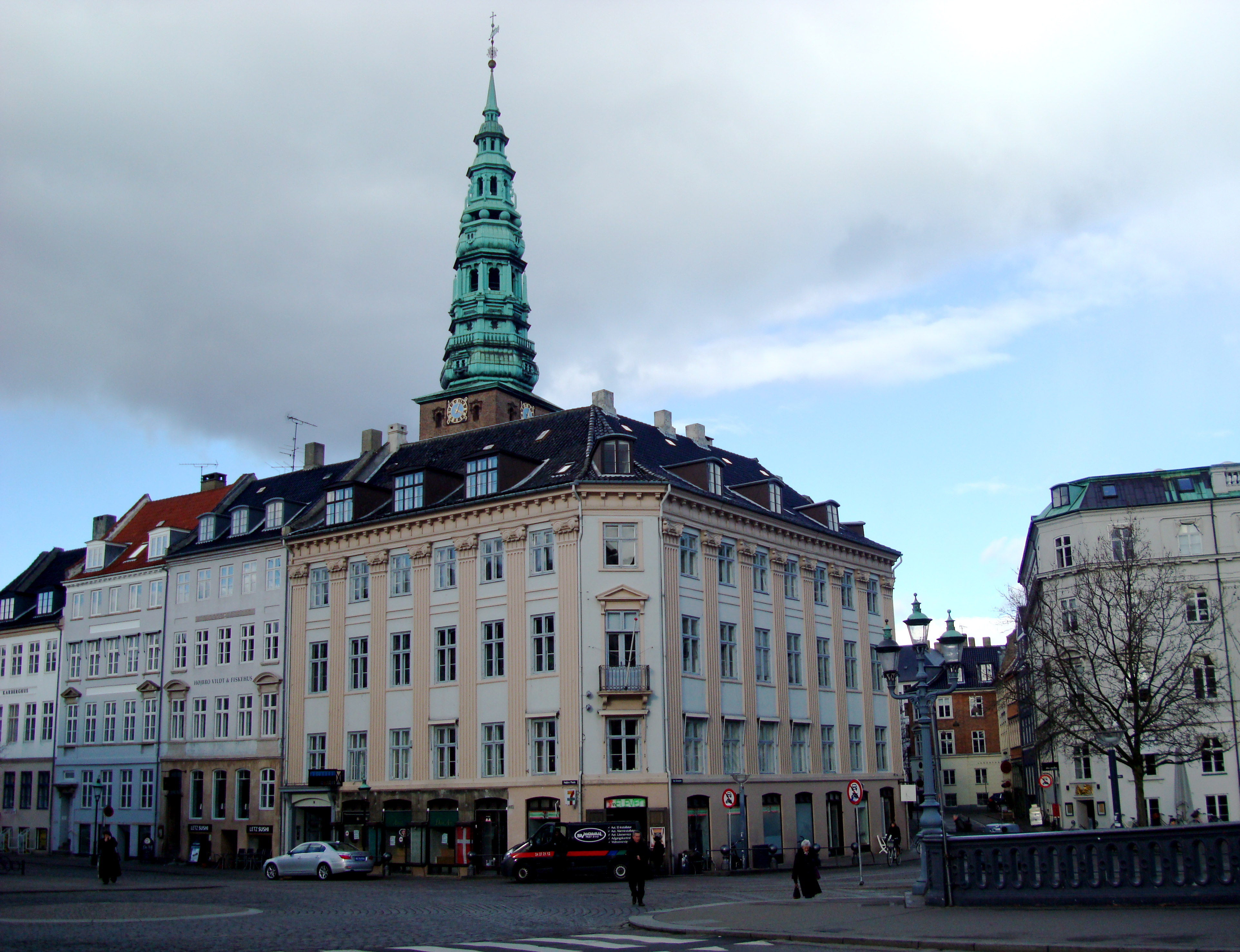
21 Højbro Plads
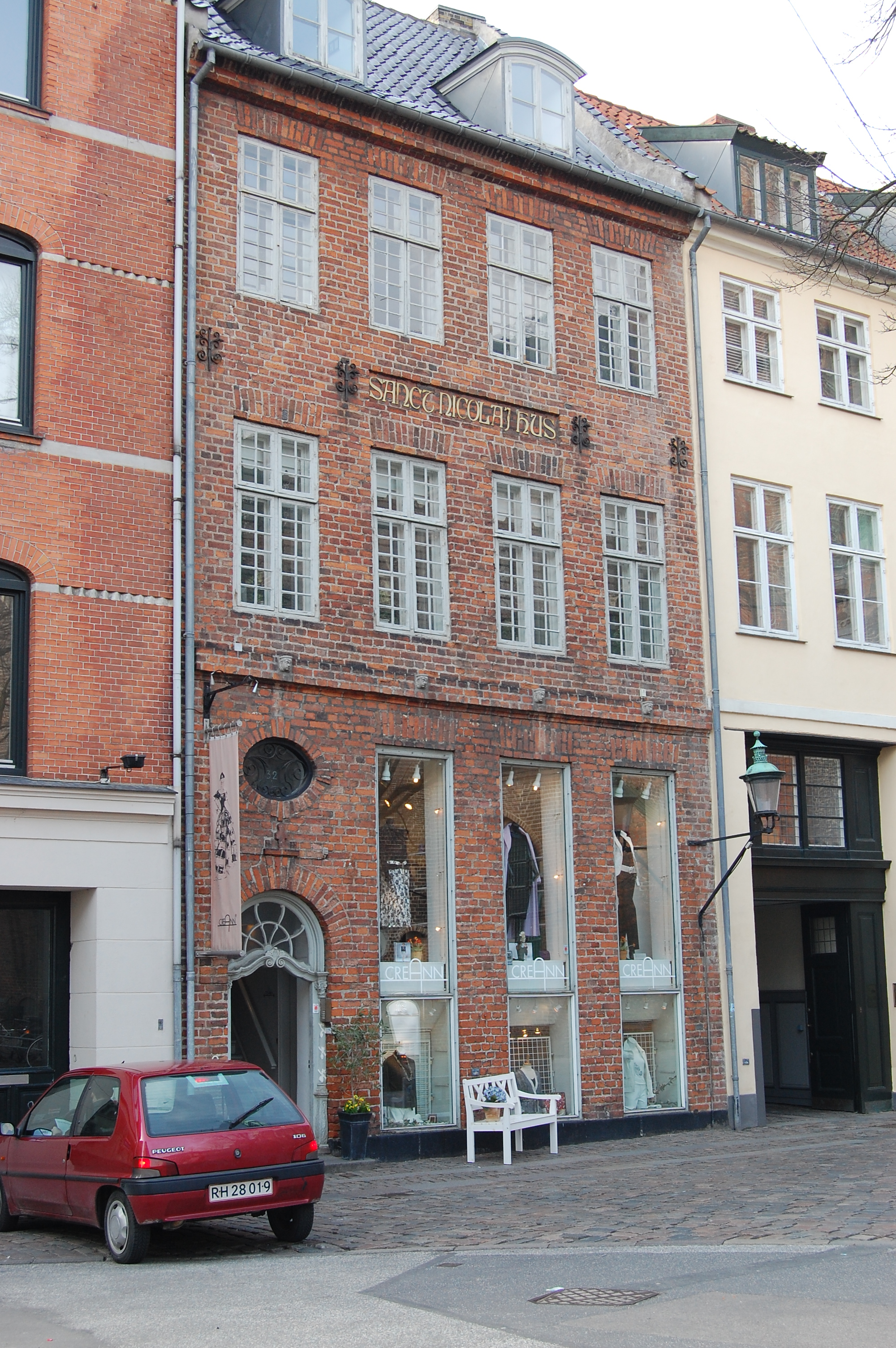
Plougs Gård (en) à l'intersection d'Højbro Plads (en) et de Ved Stranden (en) à Copenhague